# Dipodie
Eine Dipodie (altgriechisch διποδία dipodia, deutsch ‚Doppelfuß‘), auch Syzygie, ist in der Verslehre eine aus zwei Versfüßen bestehende metrische Einheit.
In Zusammenhang mit dem antiken Metron spricht man von Dipodie bei den Versfüßen Jambus, Trochäus und Anapäst, bei denen das Metron aus zwei Füßen besteht. Man nennt diese Versfüße dipodisch.
Bei allen anderen Versfüßen wie zum Beispiel Daktylus oder Kretikus entspricht der Versfuß dem Metron, man nennt sie dementsprechend monopodisch. Daher besteht ein daktylischer Hexameter („Hexa-“ = sechs) aus sechs Daktylen, ein jambischer Trimeter („Tri-“ = drei) aber auch aus sechs Versfüßen (3 Metren zu je 2 Jamben).
Als Versmaß bezeichnet eine Dipodie (oder auch Binar) einen aus zwei Versfüßen bestehenden Vers. Man spricht hier von metrischer Dipodie.
In metrischer Notation wird die Dipodie durch die hochgestellte Zahl 2 nach der Abkürzung des Versfußes gekennzeichnet. Beispiele finden sich in der lateinischen Dichtung relativ selten:
- Jambische Dipodie (ja2) bei Plautus nach dem Schema ×—ˌ◡◠.
- Trochäische Dipodie (tr2) nur bei Plautus nach dem Schema —×ˌ—×. Eine Sonderform der trochäischen Dipodie nach dem Schema —◡◡◡— wird als Thymelikus bezeichnet.
- Anapästische Dipodie (an2) bei Plautus und Seneca nach dem Schema ◡◡—ˌ◡◡×
- Kretische Dipodie (cr2) nach dem Schema —◡—ˌ—◡◠ bei Plautus und Livius Andronicus.
- Bacchische Dipodie (ba2) nach dem Schema ×——ˌ×—◠ bei Plautus, Caecilius Statius und Marcus Pacuvius.

Die Dipodien derjenigen Versfüße, deren Metron aus zwei Füßen besteht, also ja2, tr2 und an2, können auch als Monometer betrachtet werden.
Schließlich spricht man in der Haupt- und Nebenhebungen unterscheidenden akzentorientierten Metrik von rhythmischer Dipodie, wenn die Haupt- und Nebenhebungen in einer Folge von Versfüßen sich regelmäßig abwechseln, im Gegensatz zur rhythmischen Monopodie, die sich ergibt, wenn die Hebungen sämtlich gleichwertig sind. Abhängig davon, ob die Hauptbetonung an erster oder zweiter Stelle steht, spricht man von fallender bzw. steigender Dipodie.